# Joachim Åkerman (militär)
Gustaf Richard Joachim "Jockum" Åkerman, född 31 oktober 1868 i Falun (Kristine), död 23 mars 1958 i Stockholm (Engelbrekt), var en svensk militär (generallöjtnant), politiker (högerman), statsråd mars–oktober 1917 och riksdagsman 1914–1917 (andra kammaren).

## Biografi
Åkerman var son till generaldirektör Richard Åkerman och Maria Clason. Han blev underlöjtnant vid Första livgrenadjärregementet (I 4) 1889, löjtnant 1895 och tjänstgjorde vid generalstaben 1898. Åkerman blev kapten där 1902 vid Norrbottens regemente (I 19) 1906. Han blev major vid generalstaben och chef vid centralavdelningen 1908, överstelöjtnant vid Södra skånska infanteriregementet (I 25) 1911 och överste och chef för Västmanlands regemente (I 18) 1915. Efter Emil Mörckes avgång utnämndes Åkerman den 30 mars 1917 till statsråd och chef för lantförsvarsdepartementet i Swartz ministär, men avgick tillsammans med hela regeringen redan 19 oktober samma år. Han blev därefter chef för 10:e infanteribrigaden 1918 och generalmajor på reservstat 1919. Åkerman utnämndes till generallöjtnant i armén 1928.
Han var borgarråd i Stockholm 1920–1928, stadsfullmäktig 1923–1938 (förste vice ordförande 1931–1938), ordförande i rikskommissionen för ekonomisk försvarsberedskap 1928–1938, inspektor för Beskowska skolan i Stockholm 1920–1933, blev ledamot av Kungliga Krigsvetenskapsakademien 1909, var repetitör vid Krigshögskolan 1900–1904, lärare där 1904–1909, notarie i försvarsutskottet 1901, biträde åt delegationen i Karlstad 1905, sekreterare i militärlitteraturföreningen 1904–1909, sekreterare 1904 och ordförande 1908–1914 i militärföreningen Krigshögskolans idrottsmän, stiftare och 1901–1906 ordförande i generalstabens idrottsklubb, ledamot av andra kammaren 1914–1917 för Allmänna valmansförbundet, ordförande i Västmanlands skytteförbund 1915–1931, i Föreningen idrottens guldmän 1921, i hamn- och industriverksstyrelsen, samt löneavtalsnämnden 1920–1928, i Svenska lifförsäkringsanstalten Oden 1922–1930, i Allmänna livförsäkringsbolaget Oden från 1931, i Västmanlands regementes kamratförening från 1939, vice ordförande i Sveriges landstormsföreningars centralförbund 1922–1932, i styrelsen för riksförbundet för Sveriges försvar 1925–1941, ordförande i styrelsen för Östergötlands enskilda banks avdelningskontor i Stockholm 1923–1942, i svenska hamnförbundet från 1923, i svenska avdelningen av internationella skytteunionen 1928–1938, i 1929 års försvarsutredning 1929–1930 och i turisttrafikföreningen för Stockholms stad och län från 1935.
Åkerman gifte sig 1897 med Martina Björnstjerna (1874–1955), dotter till generalmajor Roger Björnstjerna och Martina Ankarcrona. Han var far till Richard (Riri) Åkerman, Oscar (Ocke) Åkerman och Gustav (Gugge) Åkerman. Åkerman avled den 23 mars 1958 och gravsattes den 9 juni 1958 på Norra begravningsplatsen i Stockholm där familjen är begravd.

## Utmärkelser
- S:t Eriksmedaljen (1938)[2]